# Muy Interesante
Muy Interesante es una revista mensual de divulgación y ciencia popular, creada y publicada por la empresa Zinet Media Global. 
Sus contenidos abarcan desde las ciencias biomédicas, la tecnología y la astrofísica; hasta la psicología, la prospectiva y la historia. 
La publicación se caracteriza por la variedad visual, fotográfica e infográfica, así como por un estilo periodístico y divulgativo accesible a cualquier lector. Sus lemas son "La revista para saber más de todo" y "Muy interesante: entretenimiento inteligente".

## Historia
Muy Interesante fue fundada en mayo de 1981 en Madrid por Juan Caño, quien fue su director hasta 1986. 
Le sucedió Manuel Velasco, hasta 1989. Después la dirigió José Pardina, y a principios de 2015 fue nombrado director Enrique Coperías. Entre sus firmas y colaboradores más conocidos se encuentran Juan Luis Arsuaga, Manuel Toharia, Miguel Ángel Sabadell, Antonio Muñoz Molina, Ramón Núñez Centella, Jesús Marchamalo, César Vidal, Jorge Alcalde, Amelia Die, María José Casado, Eulalia Sacristán, José Ángel Martos, Angela Swafford, Vicente Fernández de Bobadilla, Abraham Alonso, Alberto Porlan y Vladimir de Semir.
En sus primeros años, también escribieron en sus páginas Celso Collazo, Carl Sagan, Isaac Asimov y Paul Davies, científicos y divulgadores que la revista contribuyó a popularizar en España.
El nombre de Muy Interesante no llegó de inmediato. Cuando se trabajaba en las ediciones española y francesa, en 1980, a los lectores que asistían a reuniones de grupo para evaluar el número cero, se les pidió que propusieran posibles nombres para la revista. El ejercicio no funcionó, pero alguien dijo: "No sé cómo debería llamarse, pero esto me interesa". Así la edición francesa salió con el nombre Ça m'interesse, pero en España se pensó que el pronombre esto tenía una consideración peyorativa. Se decidió adoptar el adverbio muy que además reflejaba el espíritu superlativo de la nueva publicación.
En la década de los años 80, Muy Interesante fue la primera revista española que incluyó un holograma en su portada, y también la primera que publicó, en 1985, un anuncio con un chip sonoro musical (IBM). 
En su número 300, con motivo del 25º aniversario de la publicación, dedicaron un reportaje de 5 páginas a Wikipedia. En este reportaje se incluye también una pequeña entrevista a Jimmy Wales.
Igualmente Muy Interesante fue la primera revista española en publicar una edición especial para iPad completamente remaquetada y con contenidos enriquecidos desde el número de noviembre de 2010 a través de una aplicación propia con tecnología 100% española desarrollada por la empresa Protecmedia.
En 2011 su venta media mensual era de 191.596 ejemplares, certificados por la Oficina de Justificación de la Difusión (OJD), mientras que su audiencia se situaba en 2.206.000 lectores, según estimaciones del Estudio General de Medios (EGM). Estos datos la sitúan como la revista española líder de este segmento de publicaciones, además de la más veterana.
La revista inauguró su sitio web: www.muyinteresante.com en el año 1999; a través del cual también está disponible la edición digital, con contenidos descargables para ordenador.

## Ramificaciones
El éxito comercial y de audiencia de Muy Interesante en el mercado ha impulsado el desarrollo de diversas extensiones de la marca: Muy Junior, una revista mensual de ciencia para niños de 6 a 11 años; y Muy Historia, monográficos bimestrales de divulgación histórica escritos por especialistas. También Muy Extra, sin una periodicidad determinada. En 2005 cesó la publicación de Muy Especial, monográficos trimestrales de temática variada (Ciencia, Evolución, Economía, Automóviles, Cine, Deportes...)
Internacionalmente, Muy Interesante también se edita bajo licencia en: México (Editorial Televisa, 1989); Argentina (Editorial García Ferré, 1985 hasta 2007. Editorial Televisa, desde 2007 hasta 2019); Colombia (Editorial Cinco, 1985, ahora a cargo de Editorial Televisa Colombia hasta 2019); Chile (Editorial Lord Cochrane, 1987, ahora a cargo de Editorial Televisa hasta 2019); como Superinteressante en Brasil (Editora Abril, 1987) y  Super Interessante en Portugal (Edimpresa Editora, 1998-2007; Motorpress Lisboa, 2007-2017; Zinet Media, 2017-).
Gracias al éxito de la revista, surgieron numerosas publicaciones similares que alcanzaron un éxito moderado en varios países, incluyendo Argentina y Uruguay. Una de las más destacadas es la Enciclopedia Popular Magazine.

## Logros
La revista ha obtenido importantes reconocimientos periodísticos y científicos a lo largo de su historia: desde el Premio nacional de periodismo científico otorgado por el Consejo Superior de Investigaciones Científicas (1990), el Premio de Periodismo de Innovación y Salud Boehringer Ingelheim o el Prisma de la Casa de las Ciencias de La Coruña a la mejor revista de ciencia popular.[cita requerida]